# جون غارثيا أغوادو
جون غارسيا أغوادو (بالإسبانية: Jon García Aguado، ولد في 22 سبتمبر 1977، بلباو، بيسكاي، إسبانيا) لاعب تايكوندو إسباني.
حصل على ميداليتين ذهبيتين في بطولات أوروبا للتايكوندو.

## إنجازاته

### بطولة العالم للتايكوندو
- 2001 جيجو-دو  كوريا الجنوبية:  ميدالية برونزية في وزن تحت 84 كغم.
- 2005 مدريد  إسبانيا:  ميدالية فضية في وزن تحت 84 كغم.
- 2011 كيونغ جو  كوريا الجنوبية:  ميدالية برونزية في وزن تحت 87 كغم.

### بطولة أوروبا للتايكوندو
- 2000 باتراس  اليونان:  ميدالية فضية في وزن تحت 84 كغم.
- 2002 سامسون  تركيا:  ميدالية برونزية في وزن تحت 84 كغم.
- 2005 ريغا  لاتفيا:  ميدالية ذهبية في وزن تحت 84 كغم.
- 2006 بون  ألمانيا:  ميدالية ذهبية في وزن تحت 84 كغم.
- 2010 سانت بطرسبرغ  روسيا:  ميدالية برونزية في وزن تحت 87 كغم.

## روابط خارجية
- جون غارثيا أغوادو على موقع TaekwondoData.com (الإنجليزية)
- جون غارثيا أغوادو على موقع أوليمبيديا (الإنجليزية)